# Justus Hollatz
Justus Hollatz (* 21. April 2001 in Hamburg) ist ein deutscher Basketballspieler.

## Laufbahn
Hollatz wuchs im Hamburger Stadtteil Langenbek auf. Über eine Basketball-Arbeitsgemeinschaft an der Grundschule Marmstorf kam er zum Basketball und spielte dann wie seine beiden älteren Brüder Joshua und Jacob in der Jugend der BG Harburg Hittfeld. Er spielte zudem Fußball, spielte zur Probe in der Jugend des FC St. Pauli vor. Wegen der Entfernung des Vereins zu seinem Elternhaus nahm er die Möglichkeit eines Wechsels zu St. Pauli nicht wahr. Da er Basketball bevorzugte, verzichtete Hollatz letztlich auf Fußball. Eigener Aussage nach schätzte Hollatz seine Karrierechancen im Basketball höher ein als im Fußball.
In der Saison 2016/17 erzielte Hollatz für Harburg Hittfelds U16-Mannschaft in der Jugend-Basketball-Bundesliga im Durchschnitt 20,1 Punkte pro Partie.
Während des Spieljahres 2017/18 gab Hollatz seinen Einstand beim SC Rist Wedel in der 2. Bundesliga ProB und spielte gleichzeitig für die U19 der Piraten Hamburg, die Jugendmannschaft der Hamburg Towers, in der Nachwuchs-Basketball-Bundesliga.
Zur Saison 2018/19 wurde er zusätzlich ins Aufgebot der Hamburger aufgenommen und feierte am ersten Spieltag im Duell mit Baunach sein Debüt in der 2. Bundesliga ProA. Er schaffte mit den Towers als ProA-Meister den Aufstieg in die Basketball-Bundesliga und war in der Meisterrunde entscheidend am Erfolg der Hamburger beteiligt. Im vierten Spiel der Halbfinalserie gegen Chemnitz erzielte Hollatz kurz nach seinem 18. Geburtstag 16 Punkte. Im zweiten und entscheidenden Endspiel gegen Nürnberg sicherte er seiner Mannschaft mit einem Dreipunktwurf neun Sekunden vor Spielende den Meistertitel.
Insgesamt stand er im Meisterspieljahr in 24 Partien für die Towers auf dem Feld und kam auf Mittelwerte von 3,1 Punkten und 1,9 Korbvorlagen. Zusätzlich bestritt er 17 Spiele für Wedel in der 2. Bundesliga ProB und erzielte dabei im Schnitt 5,8 Punkte, 4,5 Korbvorlagen 4,1 Rebounds und 2,5 Ballgewinne.
In einer von der 2. Bundesliga durchgeführten Abstimmung wurde Hollatz im Anschluss an die Saison 2018/19 die Auszeichnung als ProA-„Youngster des Jahres“ zuteil.
Im Mai 2019 unterschrieb Hollatz einen Vertrag über drei Jahre mit den Hamburg Towers und behielt weiterhin eine Doppellizenz für Einsätze mit Wedel in der ProB. Im Mai 2021 schrieb sich Hollatz zum Draftverfahren der NBA ein (zog seine Anmeldung aber im Juli zurück) und wurde im selben Monat als bester Nachwuchsspieler der Bundesliga-Saison 2020/21 ausgezeichnet. In der Saison 2021/22 erhielt er abermals die Auszeichnung als bester Nachwuchsspieler der Bundesliga.
Zur Spielzeit 2022/23 wechselte Hollatz zum CB Breogán in die spanische Liga ACB. In seinem Spieljahr in Spanien stand Hollatz in 34 ACB-Begegnungen auf dem Feld und erzielte im Mittel 7,9 Punkte, 3,3 Vorlagen sowie 2,1 Rebounds je Begegnung. Im Juni 2023 vermeldete der amtierende slowenische Meister KK Cedevita Olimpija seine Verpflichtung. Noch vor dem Auftakt des Spieljahres 2023/24 wechselte Hollatz mittels Leihabkommen zu Anadolu Efes SK in die Türkei. In der Süper Ligi bestritt er saisonübergreifend bis Januar 2025 insgesamt 15 Spiele, in denen er im Durchschnitt 6,7 Punkte erzielte. In der Euroleague kam Hollatz für die Istanbuler auf 35 Einsätze (1,8 Punkte je Begegnung).
Im Januar 2025 wurde er vom FC Bayern München verpflichtet und erhielt einen Vertrag bis 2028. Ende Juni 2025 wurde er mit der Mannschaft deutscher Meister.

### Nationalmannschaft
Im Dezember 2018 wurde Hollatz in den Kader der deutschen U18-Nationalmannschaft und Anfang November 2020 der A-Nationalmannschaft berufen. Im Februar 2021 bestritt er in der EM-Qualifikation gegen Großbritannien sein erstes Länderspiel. Im September 2022 gewann er mit Deutschland Bronze bei der Europameisterschaft. Hollatz kam im Turnierverlauf zu vier Einsätzen (1,3 Punkte/Spiel).
2023 wurde er mit der deutschen Mannschaft bei der WM in Indonesien, Japan und den Philippinen ausgerichteten Weltmeisterschaft 2023 ungeschlagen Weltmeister. Hollatz kam in sechs WM-Spielen zum Einsatz (2 Punkte je Begegnung), im Halbfinale sowie im Endspiel stand er nicht auf dem Feld. 2024 wurde Hollatz kurz vor den Olympischen Sommerspielen in Paris aus dem deutschen Aufgebot gestrichen.

### Erfolge
- Weltmeister 2023
- Bronzemedaille Europameisterschaft 2022
- Deutscher Meister 2025
- Zweitligameister 2019

### Familie
Hollatz entstammt einer Basketball-begeisterten Familie. Seine Schwester Josefine spielte bei der BG Harburg-Hittfeld und in der Hamburger Auswahl. Sein Bruder Jacob spielte für Oldenburg in der Basketball-Bundesliga und wurde 2012 an der Seite seines Bruders Joshua mit Harburg-Hittfeld norddeutscher U16-Meister. Auch der Vater war Basketballer.